# Popularnost blogova
Popularnost blogova javlja se kao fenomen zbog pada interesa za masovne medije. 
Čitanost tiskanih medija je u padu, javlja se pomak u "medijsko žutilo". U Sjedinjenim Američkim državama pada gledanost nacionalnih TV mreža, publika okreće većem broju kabelskih kanala, raste broj satelitskih kanala, a izdavaštvo je krenulo u smjeru mikro publikacija. 
Neprofitni autori kao i autori na početku svog stvaralačkog rada često se zanimaju za kolaborativne projekte u koje se ubrajaju i blogovi.
Nagli porast popularnosti ubrzo po pokretanju alata na hrvatskom jeziku upućuje na pomodni karakter razvoja blogosfere u hrvatskoj. 
Naša je blogosfera specifična, pa u određenim slučajevima vrijede i druga pravila u odnosu na svjetske standarde. Cool ili slične liste na bilo kojem servisu ne garantiraju i kvalitetu, niti to znači da je vaš blog uspješan. Vlastita domena daje i dosta veću slobodu, a u odnosu na broj blogova na domaćim servisima, svakako će se samim tim što je na vlastitoj domeni izdvojiti.

## Praćenje popularnosti blogova
www.Mojblog.hr ima više mehanizama praćenja popularnosti. To je popis "posjećenosti", dalje "mojGblog" koji se računa po kompleksnom algoritmu, te je popularnost moguće pratiti i prema broju komentara. Na pojedinim blogovima nerijetko se javlja i po više od stotinu komentara. Kako ovaj servis funkcionira na više adresa (.com, .net,.org, .info i co.yu) a pojedini blogovi imaju i vlastitu domenu, neovisni alati praćenja popularnosti teško mogu uspoređivati pojedine blogove u sustavu.
Blog.hr ima "cool" i "almostcool" listu koje su izbor po volji vlasnika servisa, a postoji i alternativa naslovnici (naslovnica.blog.hr) gdje izbor putem glasovanja ima i grupa korisnika. Pojedini vrlo popularni blogovi, po kriteriju posjećenosti ili čestini komentiranja skinuti su sa svih lista jer su blogeri stavljali sadržaj koji su administratori servisa smatrali nepoćudnim.
Anderlon tvrdi da je za blogerske "zvijezde" u velikoj mjeri zaslužan Blog, da ih je on "stvorio". Odnosno, nastavak te tvrdnje, da Blog može "kreirati" velik broj novih jakih blogerskih zvijezda ili barem prepoznatljivih imena.
www.bloger.hr ima od 11.10.2006 "top 500" listu, dan ranije predstavljenu kao "top 200", koja se kreira isključivo na temelju posjeta i komentara u posljednjih nekoliko dana. To je zamijenilo ranije liste "zvijezde" i "top 100" Najraniji oblik liste je bila "top 20". Ovim stilom proširivanja, sve većem broju blogova je moguće pratiti popularnost.
www.blogger.ba ima kombinaciju nekoliko pristupa - tek osvježeni, preporučeni i najposjećeniji. Zanimljivo je da se kroz naslovnicu može doći do svih blogova, a postoji i opcija "slučajni blog".
Časopis PcChip svake godine izrađuje A-listu blogova. 
Samostalni blogovi svoju popularnost prate putem tagova, brojem poveznica koje vode na njih i internim statistikama. Dobar vid praćenja popularnosti neke stranice je i njen page rank.
Trend pisanja na dva blog servisa je čest, a pojačavao se u situacijama nestabilnosti blog.hr alata (koji je u permanentnoj beta fazi) te pojedini blogeri održavaju paralelne blogove na više servisa. Dio blogera, posebice onih započetih na blog.hr migrirali su ili u internacionalne blog alate ili na samostalne domene.
Popularni blogovi nerijetko su prestali pisati zbog afera ili nezadovoljstva tretmanom.